# Gabriela Gorączko
Gabriela Gorączko (ur. 8 lipca 1993 w Sanoku) – polska ilustratorka i graficzka. Tworzy grafiki inspirowane folkiem.
Absolwentka Akademii Sztuk Pięknych im. Eugeniusza Gepperta we Wrocławiu. Stypendystka Instytutu Adama Mickiewicza w Warszawie, Prezydenta Wrocławia oraz Rektora Akademii Sztuk Pięknych we Wrocławiu. Uczestniczyła w wystawach międzynarodowych m.in. w USA, Japonii, Iranie, Słowacji, Chinach. Zajmuje się artystycznym drukiem cyfrowym, grafiką projektową, brandingiem.
W 2020 roku ukazała się książka z jej ilustracjami – Leśna sprawa (Wydawnictwo Wolno) autorstwa Tomasza Kędry. Leśna sprawa zdobyła wyróżnienie graficzne w konkursie Książka Roku 2020 Polskiej Sekcji IBBY. Została też uznana przez Agatę Passent za jedną z sześciu książek roku 2020. 
W 2021 roku ukazała się książka Jerzego Ficowskiego Bylejaczek z jej ilustracjami. 
Gabriela Gorączko jest autorką m.in. wystawy Zdrowie kobiet we Wrocławiu.